# Карл Лудвиг Занд
Карл Лудвиг Занд (на немски: Karl Ludwig Sand) е германски студент и член на либералната студентска организация Burschenschaft (Буршеншафт).
Екзекутиран е през 1820 г. за убийството на консервативния драматург Аугуст фон Коцебу предишната година в Манхайм.
Вследствие на екзекуция му Занд се превръща в мъченик в очите на много германски националисти, търсещи създаването на обединена Германия.